# Lipoleucopis
Lipoleucopis är ett släkte av tvåvingar. Lipoleucopis ingår i familjen markflugor.
Kladogram enligt Catalogue of Life och Dyntaxa:
| Lipoleucopis | \| \| Lipoleucopis praecox \| \| \| \| \| \| Lipoleucopis pulchra \| \| \| \| |
|              | \| \| Lipoleucopis praecox \| \| \| \| \| \| Lipoleucopis pulchra \| \| \| \| |
|              | Acrometopia                                                                   |
|              |                                                                               |
|              | Anchioleucopis                                                                |
|              |                                                                               |
|              | Anochthiphila                                                                 |
|              |                                                                               |
|              | Chaetoleucopis                                                                |
|              |                                                                               |
|              | Chamaemyia                                                                    |
|              |                                                                               |
|              | Cremifania                                                                    |
|              |                                                                               |
|              | Echinoleucopis                                                                |
|              |                                                                               |
|              | Leucochthiphila                                                               |
|              |                                                                               |
|              | Leucopis                                                                      |
|              |                                                                               |
|              | Leucopomyia                                                                   |
|              |                                                                               |
|              | Mallochianamyia                                                               |
|              |                                                                               |
|              | Melaleucopis                                                                  |
|              |                                                                               |
|              | Melanochthiphila                                                              |
|              |                                                                               |
|              | Neoleucopis                                                                   |
|              |                                                                               |
|              | Notochthiphila                                                                |
|              |                                                                               |
|              | Paraleucopis                                                                  |
|              |                                                                               |
|              | Parapamecia                                                                   |
|              |                                                                               |
|              | Parochthiphila                                                                |
|              |                                                                               |
|              | Plunomia                                                                      |
|              |                                                                               |
|              | Pseudodinia                                                                   |
|              |                                                                               |
|              | Pseudoleucopis                                                                |
|              |                                                                               |
|              | Toropamecia                                                                   |
|              |                                                                               |
|              | Lipoleucopis praecox                                                          |
|              |                                                                               |
|              | Lipoleucopis pulchra                                                          |
|              |                                                                               |

|  | Lipoleucopis praecox |
|  |                      |
|  | Lipoleucopis pulchra |
|  |                      |